# Rien 100 Rien
Albums de Jul
La Zone en personne
(2018) C'est pas des LOL
(2019)
Singles
1. JCVD
Sortie : 14 juin 2019
2. La bandite
Sortie : 23 juin 2019
3. La machine
Sortie : 7 juillet 2019
4. Salvatrucha
Sortie : 3 août 2019
5. Sakakini
Sortie : 13 août 2019
6. C'est pas des LOL
Sortie : 10 septembre 2019

Rien 100 Rien est le onzième album studio du rappeur français Jul sorti le 14 juin 2019 via le label D'or et de platine, et réédité le 4 octobre 2019, comprenant de nouvelles chansons.

## Genèse
Trois mois après son Album gratuit Vol. 5, Jul dévoile cet opus seulement quelques jours avant sa sortie, l'album ayant fuité quelques jours avant l'annonce. L'album contient des collaborations avec de nombreux artistes dont Vald, Ninho ou encore Heuss l'Enfoiré,.

## Sortie
Le chanteur fête la sortie de son album avec ses fans au Stade Vélodrome de Marseille le 13 juin 2019,. Cette séance de dédicace est organisée par son distributeur Believe et par la plate-forme française de streaming Deezer.
À l'occasion de cette sortie, la société américaine Netflix fait appel à Jul pour faire la promotion de la nouvelle saison de sa série La casa de papel.
En novembre 2024 , le titre Sous La Lune revient en force dans le top 50 Spotify.

## Accueil commercial
En une semaine, l'album comptabilise 36 205 ventes. Deux semaines après sa sortie, l'album est vendu à plus de 50 000 exemplaires et est donc certifié disque d'or.
Fin juillet, l'album devient disque de platine avec 100 000 exemplaires vendus.
En janvier 2020, l'album est certifié double disque de platine en atteignant le cap des 200 000 ventes.
En octobre 2021, soit près de deux ans et demi après sa sortie, l'album est certifié triple disque de platine en atteignant le cap des 300 000 exemplaires vendus. Il s'agit du cinquième triple disque de platine de la carrière de Jul.
En juillet 2025, l'album devient disque de diamant avec 500 000 ventes. Son quatrième album certifié diamant avec My World, Émotions, L'Ovni. Il devient le deuxième rappeur à avoir le plus de projets certifiés diamant, derrière Ninho.

## Liste des titres
| 1.  | La bandite                          | Zaka2054, Abys One | 2:41 |
| 2.  | JCVD                                | Kakou              | 3:14 |
| 3.  | Salvatrucha                         | Jul                | 3:12 |
| 4.  | Tokyo                               | Jul                | 3:32 |
| 5.  | Sous la lune                        | Jul                | 2:51 |
| 6.  | Tel Me (feat. Ninho)                | REMED              | 3:20 |
| 7.  | BDG                                 | Jul                | 3:55 |
| 8.  | Pas de love (feat. TK)              | Jul                | 3:37 |
| 9.  | Je parle pas chinois                | Kakou              | 3:10 |
| 10. | Hey                                 | Jul                | 3:13 |
| 11. | GTA (feat. Heuss l'Enfoiré)         | Jul                | 3:06 |
| 12. | Professor                           | Jul                | 3:01 |
| 13. | Mademoiselle                        | TheNite            | 3:52 |
| 14. | Faux poto                           | Mehsah             | 4:03 |
| 15. | Sakakini                            | Kakou              | 2:45 |
| 16. | Bagarre                             | Kamal A La Prod    | 3:36 |
| 17. | J'suis loin (feat. Vald)            | Kakou              | 3:33 |
| 18. | Fatigué (feat. Moubarak)            | Kakou              | 3:51 |
| 19. | Papa Maman                          | Kakou              | 4:03 |
| 20. | Ratata (feat. Mula B)               | Kakou              | 3:36 |
| 21. | La folie du terter (feat. La Famax) | Jul                | 3:43 |
| 22. | Je fais mon tour                    | Kakou              | 3:55 |
| 23. | La machine                          | Jul                | 2:06 |
| 24. | Le loup                             | Raaash, mh         | 3:44 |
| 25. | Rien 100 Rien (Instru concours)     | Jul                | 3:31 |

| 26. | Africa Twin            | Jul                 | 2:33 |
| 27. | C'est pas des LOL      | Jul                 | 4:39 |
| 28. | J'ai tout donné        | Abys One, Zaka2054  | 3:20 |
| 29. | Like Ya (feat. Nyanda) | Mr Carlton, Andyman | 3:19 |
| 30. | T'as tout perdu        | Jul                 | 3:12 |
| 31. | Quoi que je fasse      | Jul                 | 2:09 |
| 32. | Bruce Lee              | Jul                 | 2:54 |

## Titres certifiés
- La Bandite  Diamant[13]
- JCVD  Diamant[14]
- Salvatrucha  Or[15]
- Tokyo  Or[16]
- Sous la lune  Diamant[17]
- Tel me (feat. Ninho)  Diamant[18]
- GTA (feat. Heuss l'Enfoiré)   Or[19]
- Professor Platine[20]
- C'est pas des LOL Platine[21]

## Clips vidéos
- JCVD : 14 juin 2019
- La bandite : 23 juin 2019
- La machine : 7 juillet 2019
- Salvatrucha : 3 août 2019
- Sakakini : 13 août 2019
- C'est pas des LOL : 10 septembre 2019

## Classements et certifications

### Classements hebdomadaires
| Classement (2019)             | Meilleure position |
| ----------------------------- | ------------------ |
| Belgique (Flandre Ultratop)   | 56                 |
| Belgique (Wallonie Ultratop)  | 4                  |
| France (SNEP)                 | 2                  |
| Pays-Bas (Mega Album Top 100) | 93                 |
| Suisse (Schweizer Hitparade)  | 13                 |

### Certifications et ventes
| Région        | Certification | Ventes/Streams |
| ------------- | ------------- | -------------- |
| France (SNEP) | Diamant       | 500 000        |